# Antimovo, Vidin
Antimovo (în bulgară Антимово, în română Șeu sau Șef) este un sat în comuna Vidin, regiunea Vidin, Bulgaria. Localitatea a fost locuită compact de românii din Timocul bulgăresc. 

## Demografie
Componența etnică a satului Antimovo
     Bulgari (95,68%)
     Nicio identificare (1,97%)
     Altele (2,87%)
La recensământul din 2011, populația satului Antimovo era de 556 locuitori. Din punct de vedere etnic, majoritatea locuitorilor (95,68%) erau bulgari. Pentru 1,97% din locuitori nu este cunoscută apartenența etnică.